# Enrico Debernardi
Enrico Debernardi (Torino, 7 dicembre 1885 – Torino, 9 novembre 1972) è stato un calciatore italiano, di ruolo ala. Era noto come Debernardi I per distinguerlo dal fratello minore Guido (Debernardi II), anch'egli calciatore.

## Carriera

### Club
Ha giocato nell'Audace Torino nella stagione del 1903, venendo eliminato con il suo club al secondo turno delle eliminatorie piemontesi. Dal 1907 al 1913 ha giocato nel Torino, di cui era stato uno dei fondatori.

### Nazionale
Ha giocato la prima storica partita della Nazionale italiana il 15 maggio 1910 all'Arena Civica di Milano contro la Francia, battuta per 6-2, gara nella quale segnò all'82' il gol del provvisorio 5-2. Prese parte anche alle due gare successive della Nazionale.

## Statistiche

### Cronologia presenze e reti in nazionale
| Cronologia completa delle presenze e delle reti in nazionale ― Italia | Cronologia completa delle presenze e delle reti in nazionale ― Italia | Cronologia completa delle presenze e delle reti in nazionale ― Italia | Cronologia completa delle presenze e delle reti in nazionale ― Italia | Cronologia completa delle presenze e delle reti in nazionale ― Italia | Cronologia completa delle presenze e delle reti in nazionale ― Italia | Cronologia completa delle presenze e delle reti in nazionale ― Italia | Cronologia completa delle presenze e delle reti in nazionale ― Italia |
| Data                                                                  | Città                                                                 | In casa                                                               | Risultato                                                             | Ospiti                                                                | Competizione                                                          | Reti                                                                  | Note                                                                  |
| --------------------------------------------------------------------- | --------------------------------------------------------------------- | --------------------------------------------------------------------- | --------------------------------------------------------------------- | --------------------------------------------------------------------- | --------------------------------------------------------------------- | --------------------------------------------------------------------- | --------------------------------------------------------------------- |
| 15-5-1910                                                             | Milano                                                                | Italia                                                                | 6 – 2                                                                 | Francia                                                               | Amichevole                                                            | 1                                                                     | Prima partita della nazionale italiana                                |
| 26-5-1910                                                             | Budapest                                                              | Ungheria                                                              | 6 – 1                                                                 | Italia                                                                | Amichevole                                                            | -                                                                     | Prima sconfitta della nazionale italiana                              |
| 6-1-1911                                                              | Milano                                                                | Italia                                                                | 0 – 1                                                                 | Ungheria                                                              | Amichevole                                                            | -                                                                     |                                                                       |
| Totale                                                                |                                                                       | Presenze                                                              | 3                                                                     |                                                                       | Reti                                                                  | 1                                                                     |                                                                       |